# Elasmoderus minutus
Elasmoderus minutus is een rechtvleugelig insect uit de familie Tristiridae. De wetenschappelijke naam van deze soort is voor het eerst geldig gepubliceerd in 1989 door Cigliano, Ronderos & Kemp.